# Cymothoa exigua
Cymothoa exigua je parazitický korýš, který napadá ryby. Dorůstá délky 3–4 cm a je to jediný parazit, který je schopen nahradit orgán svého hostitele.
V raném stadiu pronikne Cymothoa žábrami do těla ryby a přichytí se na kořen jazyka. Z jazyka saje krev. Neprokrvovaný jazyk atrofuje a odumře. Cymothoa nahradí rybí jazyk svým tělem napojeným na rybí chuťové nervy, aniž by to napadené rybě zjevně vadilo. Nadále se Cymothoa živí částečně krví, kterou saje z kořene jazyka hostitele, částečně slizem ryb, které hostitel loví (přiživuje se na potravě ryby). Jde o jediný známý případ, kdy parazit dokonale nahradí orgán hostitele.
Cymothoa parazituje zejména na rybách rodu chňapal (Lutjanus) a byla zaznamenána u dalších sedmi druhů ryb.
Cymothoa je proterandrický hermafrodit (nejdříve produkuje samčí pohlavní buňky, později přechází v samičí stadium).

## Výskyt
Žije u Kalifornského zálivu a v mořích u Ekvádoru v hloubce od 2 do 60 m. V současné době patrně i okolo Nového Zélandu.